# Пилипенко, Сергей Владимирович (писатель)
Сергей Владимирович Пилипенко (укр. Сергі́й Володи́мирович Пилипе́нко; 1891—1934) — украинский писатель, баснописец, литературный критик, общественный деятель.

## Биография
Родился в семье народного учителя. В 1909 году окончил Первую киевскую гимназию. Принимал активное участие в кружках Украинской партии социалистов-революционеров (УПСР), членом которой считал себя с 1908 года.
Окончив гимназию, поступил на исторический факультет Киевского университета (отдел славистики). В 1912 году за революционную деятельность отчислен из университета и выслан из Киева без права въезда в университетские города.
До Первой мировой войны учительствовал в Броварах. Летом 1914 года призван в российскую армию и отправлен на фронт. Прошёл путь от рядового до капитана, получил все боевые офицерские награды, был трижды ранен и дважды контужен. В военной среде вёл революционную пропаганду. В 1917 году редактировал в Риге фронтовую газету «Украинский голос».
В 1918 году, после демобилизации, вернулся в Киев, примкнул к местной группе УПСР, собиравшейся вокруг газеты «Народная воля», стал её редактором. Участвовал в организации восстания против гетмана Скоропадского, за что три месяца отсидел в тюрьме.
В начале 1919 года, вступив в спор с лидерами эсеров и эсдеков по отношению к Советской власти, объявил о выходе из УПСР и 13 марта вступил в Коммунистическую партию большевиков.
Работал преимущественно как редактор партийных и советских газет («Большевик», «Известия», «Коммунист»), в редакционных отделах Всеиздата, заведовал издательством ЦК КП(б)У «Космос». Во времена военных кампаний против Деникина и белополяков командовал бригадой Красной армии.
По окончании гражданской войны редактировал газету «Крестьянская правда», занимал руководящие должности в издательствах «Книгоспілка», ДВУ.
С 1922 года — председатель основанного им союза крестьянских писателей «Плуг» и редактор его изданий, в частности журнала «Плужанин». Сотрудничал с журналом «Червоний шлях». Один из основных оппонентов М. Хвылевого в литературной дискуссии 1925—1928 гг. 
В 1923 году выступил с инициативой перевода украинской азбуки на латинское письмо.
В 1932 — 1933  гг. был директором Института Тараса Шевченко , созданного партией при Народном комиссариате просвещения, и сплотил там вокруг себя группу молодых исследователей литературы, в основном членов «Плуга», в которую входили Григорий Костюк, Юрий Савченко, Андрей Панов и расстрелянные в декабре 1934 г. Р. Шевченко, Кость Пивненко, Игнат Проценко и Сергей Матяш.
Постановлением партийной коллегии ЦКК КП(б)У от 21 августа 1933 года исключён из партии «как небольшевик за искажение национальной политики, идеологическую неустойчивость и примирительное отношение к буржуазно-националистическим элементам».
После обыска на квартире в доме «Слово» 29 ноября 1933 года арестован. Судебная «тройка» 23 февраля 1934 года возбудила ходатайство перед Коллегией ОГПУ применить к Пилипенко «высшую меру социальной защиты — расстрел». Коллегия ОГПУ УССР 3 марта 1934 года утвердила это предложение.
Постановлением Военного трибунала Киевского военного округа от 30 апреля 1957 года приговор в отношении Пилипенко отменён и дело прекращено за отсутствием состава преступления. Реабилитирован посмертно.

## Творчество
Выпустил тридцать книг рассказов и басен. Автор ряда литературно-критических статей. Редактор различных изданий.
В 2007 году издательство «Смолоскип» выпустило в серии «Расстрелянное возрождение» «Избранные произведения» Сергея Пилипенко. На сегодня это самое полное собрание, которое раскрывает различные грани творчества писателя. В книгу вошли басни, прозаические произведения, статьи, рецензии, написанные в 1920-е — начале 1930-х годов, материалы деятельности Союза крестьянских писателей «Плуг», основателем и бессменным руководителем которой был Пилипенко, а также воспоминания современников о нём.

## Семья
- Жена — Татьяна Кардиналовская (1899 - 1993), педагог, переводчик, мемуарист
  - Дочь — Ася (Эста Сергеевна) Гумецкая (р. 1925), американский славист, профессор Мичиганского университета
  - Дочь — Миртала Пилипенко-Кардиналовская (р. 1929), художница, поэтесса; живёт в США